# Pseudomusaria farinosa
Pseudomusaria farinosa là một loài bọ cánh cứng trong họ Cerambycidae.